# جانيت ميرلو
جانيت ميرلو هي مؤرخة كندية، ولدت في 1963.